# Кубово
Кубово (пол. Kubowo) — село в Польщі, у гміні Квільч Мендзиходського повіту Великопольського воєводства.
Населення — 104 особи (2011).
У 1975-1998 роках село належало до Познанського воєводства.

## Демографія
Демографічна структура станом на 31 березня 2011 року:
|          | Загалом | Допрацездатний вік | Працездатний вік | Постпрацездатний вік |
| -------- | ------- | ------------------ | ---------------- | -------------------- |
| Чоловіки | 54      | 14                 | 35               | 5                    |
| Жінки    | 50      | 12                 | 31               | 7                    |
| Разом    | 104     | 26                 | 66               | 12                   |